# Kollár Péter
Kollár Péter szlovénül Peter Kolar (Ratkóc, 1855. június 18. k. – Belatinc, 1908. december 31.) magyarországi szlovén római katolikus pap, író.

## Élete
Született Rátkalakon (ma Ratkovci, Szlovénia). A település közel fekszik a mostani magyar-szlovén határhoz, nagyjából Magyarszombatfa után következik.
Kollár szülei id. Kollár Péter és Zselezen Judit földművesek voltak. Fiukat 1882. július 13-án szentelték föl. Néhány hónapig Cserensócon (ma Cserföld, Črenšovci, Szlovénia) volt káplán. Novembertől 1885 júniusáig káplán, azt követően egy évig adminisztrátor Bagonyán (ma Bogojina, Szlovénia), utána káplán Muraszombatban két évig, Belatincon (ma Beltinci, Szlovénia) egy évig, Turnsicsán (ma Bántornya, Turnišče, Szlovénia) egy évig, 1900-tól haláláig Belatinc plébánosa.
Irodalmi munkásságának kimagasló alkotása a vendvidéki szlovén iskolák részére írt bibliai tankönyve. Művei kinyomtatása a Szent István Társulatnál készült.

## Művei
- Mála biblia z-kejpami ali zgodba zvelicsanya za málo decsiczo : za I-II razréd normálszke sôle piszana po Gerely Józsefi ; z-27 z-leszá pritisznyenimi kejpmi od G. Morelli. – Budapest, Szent István Társulat, 1897.
- Mála biblia z-kejpami ali zgodba zvelicsanya za málo decsiczo : za I-II razréd normálszke sôle piszana po Gerely Józsefi ; z-27 z-leszá pritisznyenimi kejpmi od G. Morelli. - 2. natiszk. Budapest, Szent István Társulat, 1898.
- Návuk odpotrdjenyá ali férme. Z-vogrszkoga velikoga katekizmusa na sztári szlovenszki jezik obernyeni po Kollár Petri beltinszkom plebánusi 1902.

## Külső hivatkozások
- Magyar könyvek muravidéki szlovén tájnyelven 1715-1919
- Vasi digitális könyvtár – Vasi egyházmegye